# Base Martin de Viviès

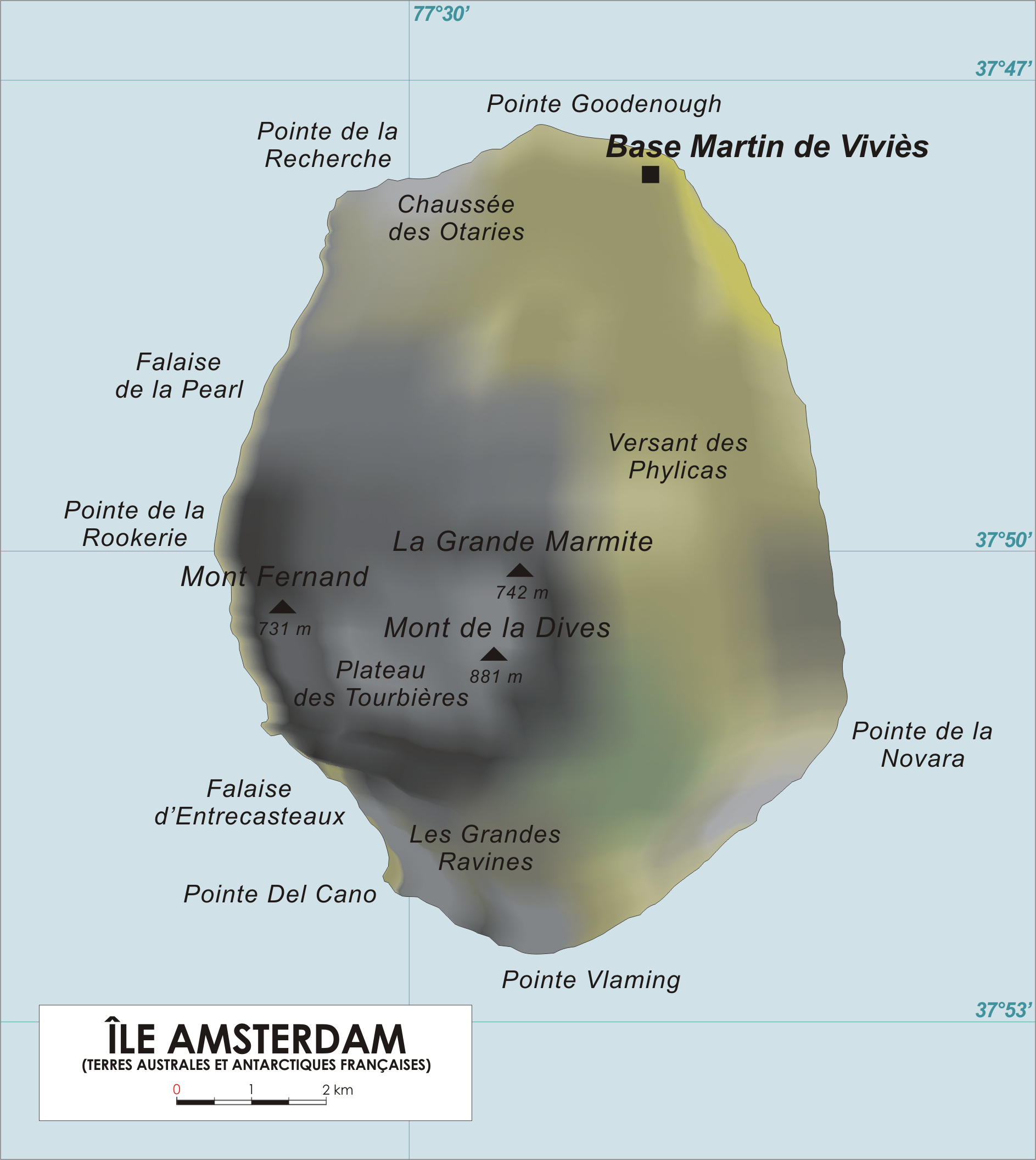
Mapa de la isla de Ámsterdam que muestra la Base Martin de Viviès.

La Base Martin de Viviès (en francés: Base Martin-de-Viviès) es un establecimiento científico permanente de Francia ubicado en el distrito de las islas San Pablo y Ámsterdam, que fue establecido en 1949 en la isla de Ámsterdam. Es una de las cuatro bases francesas en las Tierras Australes y Antárticas Francesas.
Fue inicialmente nombrado Campamento Heurtin (Camp Heurtin), y luego de su ampliación gradual en 1961 fue renombrado Roche Godon. Tomó el nombre en homenaje al explorador y meteorólogo francés Paul de Viviès después de su muerte en 1972, quien fue el primer jefe de la base.
El reaprovisionamiento de la base es realizado por el barco Marion Dufresne, que demora 16 días de viaje desde la isla Reunión, haciendo escalas en las islas Crozet y en las Kerguelen.
El trabajo de la estación está organizado por el Instituto Polar Paul-Émile Victor. Las principales áreas de investigación son la sismología, meteorología, geomagnetismo, biología marina y estudios atmosféricos. 
Desde 1981 existe en la base un observatorio magnético que es parte de la red INTERMAGNET, red mundial de observatorios magnéticos digitales que proporcionan datos en tiempo real a través de satélites de telecomunicaciones. La Estación Sismológica Martin-de-Viviès fue inaugurada en 1982 y es parte de la red internacional de vigilancia sísmica llamada GEOSCOPE.
En la isla también existen 3 refugios (una de ellos llamado Antonelli), y a 2 km de la base se halla la estación de investigación de la atmósfera Pointe Benedicte.